# Seia Kunori
Seia Kunori (japanisch 久乗 聖亜 Kunori Seia; * 31. März 2001 in der Präfektur Kyōto) ist ein japanischer Fußballspieler.

## Karriere
Seia Kunori erlernte das Fußballspielen in den Schulmannschaften der Nishijin Central Secondary School und der Higashiyama High School, in der Jugendmannschaft von Kyōto Sanga sowie in der Universitätsmannschaft der Kansai-Universität. Seinen ersten Vertrag unterschrieb er im Januar 2023 bei Albirex Niigata (Singapur). Der Verein, ein Ableger des japanischen Erstligisten Albirex Niigata, spielt in der ersten singapurischen Liga, der Singapore Premier League. Sein erstes Pflichtspiel für Albirex bestritt er am 19. Februar 2023 im Singapore Community Shield. In dem Spiel gegen Hougang United stand er in der Startelf und spielte die kompletten 90 Minuten. In dem Spiel schoss er sein erstes Pflichtspieltor für den Klub. In der 57. verwandelte er einen Elfmeter zur 1:0-Führung. Albirex gewann das Spiel 3:0. Sein erstes Pflichtspiel in der Liga bestritt er am 1. Spieltag am 25. Februar 2023 im Heimspiel gegen die Young Lions. Hier stand er in der Startelf und spielte die kompletten 90 Minuten. Am Ende der Saison 2023 feierte er mit Niigata die singapurische Meisterschaft. In seiner ersten Profisaison schoss er in  23 Ligaspielen 21 Tore. Nach einer Spielzeit wechselte er im Januar 2024 zum ebenfalls in der ersten Liga spielenden Tampines Rovers. Für die Rovers bestritt er 32 Ligaspiele. Hierbei erzielte er 17 Treffer. Im Sommer 2024 wechselte er nach Thailand. Hier unterschrieb er einen Vertrag beim Erstligisten Bangkok United.

## Erfolge
Albirex Niigata (Singapur)
- Singapurischer Meister: 2023
- Singapore Community Shield: 2023